# Anni 70
Gli anni 70 sono il decennio che comprende gli anni dal 70 al 79 inclusi.

## Eventi, invenzioni e scoperte
- 70/72 – Il regno dell'Armenia Minore, vassallo dell'Impero romano e governato da Aristobulo di Calcide, è annesso all'impero.
- 79 – Italia. Una terribile eruzione del Vesuvio distrugge Ercolano, Pompei e Stabia.